# Routhulapudi
Routhulapudi hay Rowthulapudi là một mandal thuộc huyện East Godavari, bang Andhra Pradesh, Ấn Độ.